# آوگوست ریکه
آوگوست ریکه (انگلیسی: August Rieke؛ زادهٔ ۲۶ مهٔ ۱۹۳۵) دوچرخه‌سوار اهل آلمان است.